# Paragone
Il paragone è una figura retorica per cui si chiarisce un concetto paragonandolo a qualcuno o a qualcosa di ben noto, purché i termini di confronto siano intercambiabili.
Esempio: e le tue chiome auliscono come le chiare ginestre (D'Annunzio, La pioggia nel pineto)